# Josef Axmann

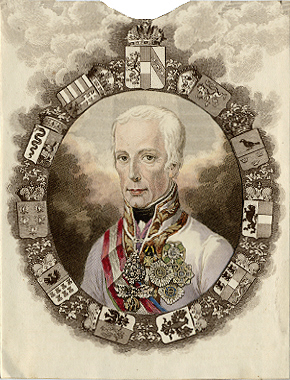
Josef Axmann, Kupferstich Franz' I., 1831

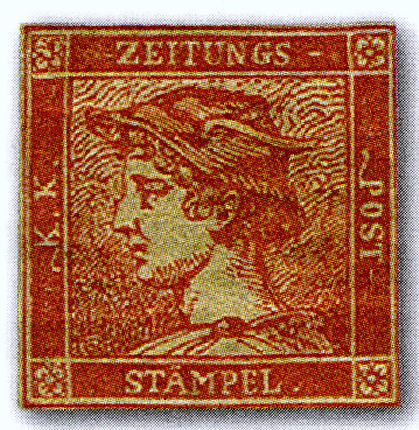
Der Zinnoberrote Merkur nach einem Entwurf von Axmann

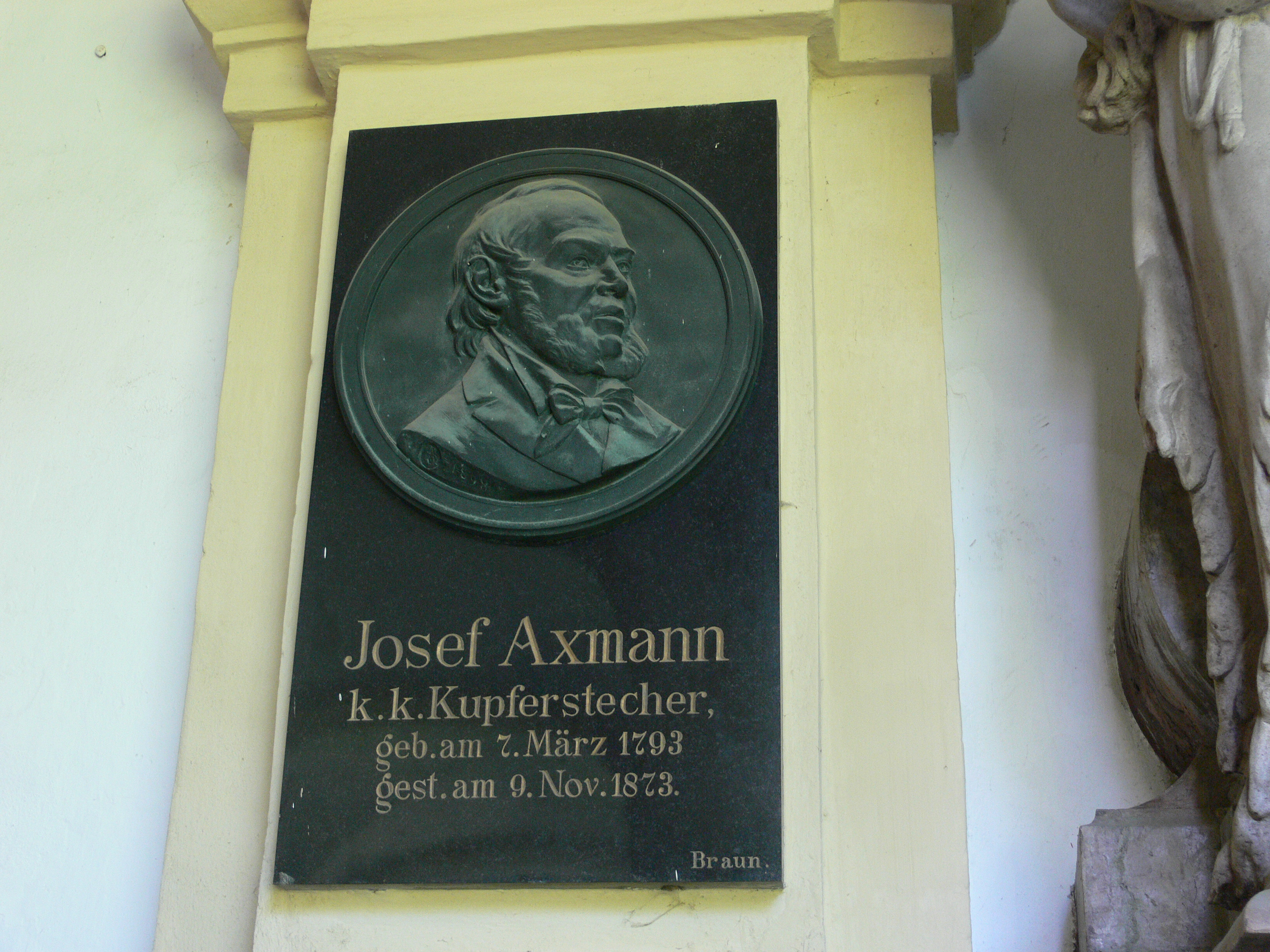
Grabmal Axmanns, Sebastiansfriedhof Salzburg

Josef Axmann (* 7. März 1793 in Brünn; † 9. November 1873 in Salzburg) war ein österreichischer Kupferstecher. Der Künstler entwarf und stach unter anderem die erste österreichische Zeitungsmarkenserie, zu der die wertvollste Briefmarke Österreichs, der Zinnoberrote Merkur, gehört.

## Leben
Seinen ersten künstlerischen Unterricht bekam Axmann vom Historienmaler Ignaz Joseph Weidlich. Mit dessen Unterstützung kam Axmann mit 18 Jahren 1811 an die Akademie der bildenden Künste nach Wien, wo er 1812 für seinen Kupferstich „Die Macocha“ von den Mährischen Ständen mit einem sechsjährigen Stipendium ausgezeichnet wurde. Im Kupferstechen wurde er von Johann Blaschke ausgebildet, auch Adam von Bartsch soll ihn künstlerisch gefördert haben.
Die überwiegende Zahl seiner Kupferstiche schuf Axmann in den folgenden Jahren als Illustrationen für verschiedene meist ausländische Almanache. 1829 erfand er eine Art Hochätzung auf Zink und Kupfer, 1843 unternahm er gemeinsam mit Josef Berres (1796–1844) Versuche des Ätzens von Daguerreotypien.
Im selben Jahr, aus Anlass seines 50. Geburtstages, nahm die Wiener Akademie der bildenden Künste Axmann als „wirkliches Mitglied“ auf. Im Jahre 1851 wurde er mit dem Entwurf und Stich der Merkur-Zeitungsmarkenserie betraut. 15 Jahre später zog sich Axmann ins Privatleben zurück und ließ sich in Salzburg nieder. Dort ist er dann im Alter von 80 Jahren am 9. November 1873, während der Arbeit an einem Porträt Franz Grillparzers nach einer Vorlage seines Sohnes Ferdinand, gestorben.
Josef Axmann war in erster Ehe verheiratet mit Rosine Burger verwitw. Pölzl († 1828) und in zweiter Ehe mit Walpurga geb. Bielolawek (geb. 1806). Dieser zweiten Ehe entstammte der Historienmaler Ferdinand Axmann (1838–1910).
Von Axmann sind 537 Stiche überliefert. Die vollständigsten Sammlungen besitzen heute die Wiener Hofbibliothek und die Albertina. Im Stadtmuseum von Brünn ist ihm ein Axmann-Zimmer gewidmet.